# Osvaldo Bazán
Osvaldo Bazán (Lanús, 7 de agosto de 1963) es un periodista y escritor argentino.

## Vida familiar
Vivió su infancia en la localidad de Salto Grande, 55 km al noroeste de Rosario (provincia de Santa Fe), donde había nacido su mamá, Lidia. Su padre falleció después de la muerte del hermano de Osvaldo en un accidente en 1998.

## Trayectoria
En 1982, comenzó sus estudios de periodismo en la Universidad de La Plata. Dos años más tarde (1984), abandonó la carrera y se mudó a Rosario (provincia de Santa Fe), donde comenzó a trabajar en radio, televisión y diarios.
En 1996 se radicó en Buenos Aires, donde trabajó para los diarios Página/12 y Perfil. Fue redactor de las revistas Noticias, Espectador y Veintitrés (del periodista Jorge Lanata). Participó como panelista en el programa De Medio a Medio por el canal Todo Noticias, donde luego conduciría otros programas.
Durante las cuatro temporadas que duró el programa, fue panelista de Mañanas Informales, con Jorge Guinzburg (1949-2008) y Ernestina Pais.
Se desempeñó como prosecretario de la sección Cultura y Espectáculos en Crítica de la Argentina (del periodista Jorge Lanata) hasta su cierre en 2010.
Bazán condujo Agenda Nacional por el canal de televisión Todo Noticias. En 2013 ―tres años después de la aprobación del matrimonio entre personas del mismo género en Argentina―, Bazán contrajo matrimonio con quien fue su pareja durante quince años.

## Obras

### Novelas
- …Y un día Nico se fue. Rosario: Bajo la Luna Nueva, 2000. Buenos Aires: Marea, 2004.
- La más maravillosa música (una historia de amor peronista). Buenos Aires: Perfil, 2002.[5]
- La canción de los peces que le ladran a la luna. Buenos Aires: Marea, 2006.
- Vos porque no tenés hijos. Buenos Aires: Mondadori, 2011.

### Historia
- Historia de la homosexualidad en la Argentina. De la Conquista de América al siglo XXI. Buenos Aires: Marea, 2004